# Религија у Северној Македонији
Процене које наводи ЦИА за 2002. годину говоре о следећем верском саставу:
Религија у Северној Македонији (мкд. Религија во Северна Македонија) заступљена је с неколико верских заједница.

## Историја
У старом веку, на простору данашње Северне Македоније, су били поштовани грчки богови, вера Пелазга и старовековних Македонаца. Доласком под римску власт шири се римска религија. Ширењем хришћанства у Римском царству и хришћанство постепено долази у ове крајеве. Македонија је један од најраније покрштених крајева. Близина Византијског царства допринела је учвршћењу Источне хришћанске цркве (православља).
Македонија је традиционално православна земља. Ислам се ширио османским освајањима. У то доба у македонске крајеве долазе јеврејски верници који су највише концентрисани у великим градовима. Православни Македонци су били растргнути између интереса српске, бугарске и грчке православне цркве. Постојао је и мањи број римокатолика који је праву припадност скривао. Источна католичка црква у Македонији прешла је пут од Македонског апостолског викаријата, преко подређености латинском бискупу у Скопљу, Крстовном епарху, апостолским егзархатом у Софији, а данас има свој апостолски егзархат и у пет жупа делује и Македонска провинција сестара Еухаристинки. Најпознатији македонски католик источног обреда је Гоце Делчев. У 19. веку Грци су покушали да пониште идентитет Македонаца, па су Македонци бежали из Грчке. Због тога се догађало да су становници Македоније око кукушког краја (дела Македоније који је припао Грчкој) обраћао Ватикану са захтевом за пријем у католичку веру да би се црквени обреди одвијали на старословенском језику, односно да се не би грецизирали.
У комунистичкој Југославији многе су католичке и муслиманске конгрегације затворене или осуђене због "издаје", а католичке школе затворене, имовина национализована. Прогони су попустили преткрај 1940их због тога што се Југославија морала да отвори Западу, будући да се нашла пред међународном изолацијом након Резолуције Информбироа. Православна међународна заједница није хтела првобитно да призна независну Македонску православну цркву. Ипак, српска православна хијерархија је признала македонске дијецезе посвећивањем македонског епископа (бискупа) 1958. године. Али и даље су македонски православци били под Српском православном црквом све до 1967. године, а након тога се Македонска православна црква прогласила независном. После тога је СПЦ прекинула даљње односе с МПЦ. Број и удео муслимана растао је због великог прираштаја Албанаца и Рома.

## Галерија
- Ширење хришћанства у Европи и на Средоземљу
- Европа у доба великог раскола 1054. године
- Религија у Европи, на Средоземљу и на Блиском истоку 1100. године
- Религије у Европи 1560. године